# Leonie Menzel
Leonie Menzel (Mettmann, 19 de mayo de 1999) es una deportista alemana que compite en remo.
Participó en dos Juegos Olímpicos de Verano, en los años 2020 y 2024, obteniendo una medalla de bronce en París 2024, en la prueba de cuatro scull. Ganó dos medallas en el Campeonato Europeo de Remo, en los años 2019 y 2024.

## Palmarés internacional
| Juegos Olímpicos   | Juegos Olímpicos | Juegos Olímpicos  | Juegos Olímpicos |
| Año                | Lugar            | Medalla           | Prueba           |
| ------------------ | ---------------- | ----------------- | ---------------- |
| 2024               | París (Francia)  | Medalla de bronce | Cuatro scull     |
| Campeonato Europeo |                  |                   |                  |
| Año                | Lugar            | Medalla           | Prueba           |
| 2019               | Lucerna (Suiza)  | Medalla de oro    | Doble scull      |
| 2024               | Szeged (Hungría) | Medalla de bronce | Cuatro scull     |